# Sejde Abrahamsson
Sejde Abrahamsson (Örebro, 24 gennaio 1998) è una calciatrice svedese naturalizzata turca, difensore del Club YLA.

## Carriera

### Club
Dopo aver indossato la maglia nelle giovanili del KIF Örebro, essendo anche aggregata, pur senza scendere mai in campo, alla prima squadra che disputa la Damallsvenskan, il livello di vertice del campionato svedese, marcando tuttavia la sua prima presenza in Svenska Cupen damer nel 2014, quello stesso anno Abrahamsson si trasferisce all'Örebro SK Söder, anno in cui oltre a essere in rosa con la Under-16 viene aggregata alla prima squadra disputando il girone Södra della Division 1 (terzo livello del campionato svedese di categoria) marcando 2 reti su 8 incontri.
Tornata al KIF Örebro, il tecnico Rickard Nilsson decide di inserirla stabilmente con la prima squadra, impiegandola complessivamente, pur se con poco minutaggio, per 6 volte nel corso del campionato, facendo il suo debutto in Damallsvenskan il 19 luglio, alla 7ª giornata, nell'incontro vinto in trasferta per 2-0 sull'Umeå IK, dove rileva Sanna Talonen all'88'. In quell'anno ha anche l'occasione di debuttare in UEFA Women's Champions League, il 7 ottobre, nel primo incontro dei sedicesimi di finale della stagione 2015-2016, dove sigla anche la sua prima rete internazionale, quella che fissa sul 3-0 il risultato nella gara d'andata con le greche del PAOK di Salonicco, giocando pur se per pochi minuti tutti i restanti incontri fino all'eliminazione agli ottavi di finale da parte delle francesi del Paris Saint-Germain.
Con il cambio di tecnico, con George Papachristou che rileva Nilsson per la stagione 2016, le sue presenze sono più costanti, scendendo in campo in 13 incontri di campionato ma continuando a giocare scampoli di partita.
Per la stagione 2017 si trasferisce all'Hammarby, con la squadra appena tornata in Damallsvenskan. A disposizione del tecnico Olof Unogård, debutta con la nuova maglia il 17 aprile, già alla 1ª giornata di campionato, nell'incontro perso in trasferta per 1-0 con l'Eskilstuna United. Impiegata con regolarità condivide con le compagne un campionato di media classifica, concluso al 7º posto, ma il successivo, per non smentire lo status di squadra ascensore, l'Hammarby non riesce a staccarsi da posizioni di bassa classifica, concludendo all'11º e penultimo posto retrocedendo in Elitettan.
A fine stagione Abrahamsson decide di lasciare la società di Stoccolma per tornare al suo vecchio club, disputando con il KIF Örebro, promosso in Damallsvenskan dopo un anno di cadetteria, la stagione 2019. Il tecnico Stefan Ärnsved la impiega in 12 dei 22 incontri di campionato, con il difensore che sigla la sua prima rete in Damallsvenskan, quella che il 13 ottobre, alla 20ª giornata, apre le marcature nella sconfitta esterna per 2-1 con il Växjö DFF. Conclusa la stagione con un 8º posto e la relativa agevole salvezza, lascia la società.
Per il 2020 si trasferisce al Piteå IF, per giocare la sua ultima stagione in patria. A disposizione del tecnico Stellan Carlsson, debutta con la nuova maglia il 27 giugno, già alla 1ª giornata, nell'incontro perso in trasferta per 3-2 con l'Umeå IK, giocando altri 18 dei 22 incontri di campionato. Disputa inoltre un incontro della stagione di Coppa 2019-2020, prima che questa venga sospesa per le restrizioni dovute alla pandemia di COVID-19 e dopo che aveva iniziato il torneo con la maglia del KIF Örebro.
Conclusi gli obblighi contrattuali, durante la sessione invernale di calciomercato coglie l'occasione di disputare il suo primo impegno sportivo all'estero, raggiungendo la connazionale Julia Karlernäs per siglare un contratto con il Siviglia e giocare con il club spagnolo la seconda parte della stagione 2020-2021. In quel frangente però il tecnico, l'argentino Cristian Toro, le lascia poco spazio, impiegandola in campionato in sole due occasioni, facendo il suo debutto in Primera División il 24 gennaio 2021, alla 16ª giornata, nell'incontro perso in trasferta per 3-0 con l'Atlético Madrid, per tornare in campo solo per uno scampolo di partita all'ultima giornata, nella vittoria casalinga per 2-1 con l'Espanyol.
A fine stagione sono otto le calciatrici a lasciare il club spagnolo, compresa Abrahamsson che due settimane più tardi firma un contratto con il Napoli per la sua seconda esperienza estera. Il tecnico Alessandro Pistolesi decide di impiegarla fin dalla 1ª giornata di campionato, debuttando con la maglia della società partenopea il 28 agosto, nella sconfitta casalinga per 3-0 con l'Inter. Dopo una sola stagione a Napoli, conclusasi con la retrocessione della squadra in Serie B, è andare a giocare in Repubblica Ceca allo Slavia Praga, partecipante alla massima serie nazionale.

### Nazionale
Abrahamsson ha vestito la maglia della nazionale del suo paese solo a livello giovanile, nel 2013 con la formazione Under-15, marcando due presenze nella doppia amichevole del 17 e 19 settembre con le pari età della Norvegia, dovendo poi aspettare quasi altri cinque anni per indossare quella dell'Under-23 impegnata nel torneo delle 4 nazioni 2018 riservata alla categoria, scendendo in campo in due dei tre incontri in programma tra il 29 agosto e il 3 settembre.

## Statistiche

### Presenze e reti nei club
Aggiornate al 14 maggio 2022.
| Stagione          | Squadra           | Campionato        | Campionato | Campionato | Coppe nazionali | Coppe nazionali | Coppe nazionali | Coppe internazionali | Coppe internazionali | Coppe internazionali | Altre coppe | Altre coppe | Altre coppe | Totale | Totale |
| Stagione          | Squadra           | Comp              | Pres       | Reti       | Comp            | Pres            | Reti            | Comp                 | Pres                 | Reti                 | Comp        | Pres        | Reti        | Pres   | Reti   |
| ----------------- | ----------------- | ----------------- | ---------- | ---------- | --------------- | --------------- | --------------- | -------------------- | -------------------- | -------------------- | ----------- | ----------- | ----------- | ------ | ------ |
| 2012              | KIF Örebro        | D                 | 0          | 0          | CS              | -               | -               |                      | -                    | -                    |             | -           | -           | 0      | 0      |
| 2013              | KIF Örebro        | D                 | 0          | 0          | CS              | -               | -               |                      | -                    | -                    |             | -           | -           | 0      | 0      |
| 2014              | Örebro SK Söder   | Div.1             | 8          | 2          |                 | -               | -               |                      | -                    | -                    |             | -           | -           | 8      | 2      |
| 2014              | KIF Örebro        | D                 | 0          | 0          | CS              | 3               | 1               |                      | -                    | -                    |             | -           | -           | 2      | 0      |
| 2015              | KIF Örebro        | D                 | 6          | 0          | CS              | 2               | 0               |                      | -                    | -                    |             | -           | -           | 8      | 0      |
| 2016              | KIF Örebro        | D                 | 13         | 0          | CS              | 1               | 0               | UWCL                 | 4                    | 1                    |             | -           | -           | 18     | 1      |
| 2017              | Hammarby          | D                 | 21         | 0          | CS              | 4               | 0               |                      | -                    | -                    |             | -           | -           | 25     | 0      |
| 2018              | Hammarby          | D                 | 20         | 0          | CS              | 1               | 0               |                      | -                    | -                    |             | -           | -           | 21     | 0      |
| Totale Hammarby   | Totale Hammarby   | Totale Hammarby   | 41         | 0          |                 | 5               | 0               |                      | -                    | -                    |             | -           | -           | 46     | 0      |
| 2019              | KIF Örebro        | D                 | 12         | 1          | CS              | 1               | 0               |                      | -                    | -                    |             | -           | -           | 13     | 1      |
| Totale KIF Örebro | Totale KIF Örebro | Totale KIF Örebro | 31         | 1          |                 | 6               | 0               |                      | -                    | -                    |             | -           | -           | 37     | 1      |
| 2020              | Piteå IF          | D                 | 20         | 0          | CS              | 1               | 0               |                      | -                    | -                    |             | -           | -           | 21     | 0      |
| gen.-giu. 2021    | Siviglia          | PD                | 2          | 0          | CS              | 0               | 0               |                      | -                    | -                    |             | -           | -           | 2      | 0      |
| 2021-2022         | Napoli            | A                 | 20         | 0          | CI              | 2               | 0               |                      | -                    | -                    |             | -           | -           | 22     | 0      |
| Totale carriera   | Totale carriera   | Totale carriera   | 112        | 1          |                 | 13              | 0               |                      | 4                    | 1                    |             | -           | -           | 129    | 2      |